# Certi momenti
Certi momenti è il settimo album in studio di Pierangelo Bertoli pubblicato nel 1980.

## Tracce
Testi e musiche di Pierangelo Bertoli eccetto dove indicato diversamente.
1. Cent'anni di meno – 3:51
2. Canzoncina – 3:35
3. Pescatore – 4:09 (Marco Negri) – con Fiorella Mannoia
4. Fer l'amaur – 4:19
5. I poeti – 3:17 (musica: Giuseppe brandolini)
6. In fondo – 3:54 (musica: Urzino)
7. Certi momenti – 4:40 (musica: Marco dieci)
8. Riflusso – 5:45 (musica: Marco dieci)
9. E poi – 4:41

## Formazione
- Pierangelo Bertoli – voce
- Gianfranco Monaldi – pianoforte
- Mario Lamberti – percussioni
- Massimo Luca – chitarra acustica, chitarra elettrica
- Marco Dieci – pianoforte, armonica, cori, tastiera
- Ernesto Massimo Verardi – banjo, chitarra elettrica
- Gigi Cappellotto – basso
- Gianni Dall'Aglio – batteria
- Claudio Calzolari – organo Hammond
- Sergio Farina – chitarra acustica, chitarra elettrica
- Bruno De Filippi – bouzouki
- Fabio Treves – armonica a bocca
- Giorgio Baiocco – sassofono tenore